# Programa Atletas de Alto Rendimento
O Programa Atletas de Alto Rendimento (PAAR) foi criado em 2008 durante o governo do Presidente Luiz Inácio Lula da Silva, pelo Ministério da Defesa do Brasil, em parceria com o Ministério do Esporte, com o objetivo de fortalecer a equipe militar brasileira em eventos esportivos de alto nível.
O programa foi criado com o objetivo de preparar atletas para os Jogos Mundiais Militares de 2011 e para os Jogos Olímpicos de Verão de 2016, ambos realizados no Rio de Janeiro.
Os atletas integrantes do programa são selecionados por meio de um concurso público para o Programa de Incorporação de Atletas de Alto Rendimento, que considera o desempenho em competições como critério para preencher as vagas, e passam a cumprir o serviço militar temporário (SMT), podendo permanecer por oito anos. Recebem soldo, assistência médica, odontológico, fisioterápico, alimentação e alojamento, além de disporem dos recursos de instalações esportivas militares da Marinha (Centro de Educação Física Almirante Adalberto Nunes - CEFAN), do Exército (Centro de Capacitação Física do Exército e Complexo Esportivo de Deodoro) e da Aeronáutica (Universidade da Força Aérea - UNIFA). Os atletas selecionados para o programa não estão impedidos de obterem patrocínios ou outras fontes de recursos.
Diversas modalidades são compreendidas pelo programa:

Atualmente vários desportistas do Programa de Atletas de Alto Rendimento figuram entre os melhores do ranking mundial em suas respectivas categorias. Entre eles também há atletas medalhistas olímpicos, como é o caso de Maicon Andrade do Taekwondo (Bronze Rio-2016); Rafaela Silva do Judô (Ouro Rio-2016); Bia Ferreira do Boxe (Prata Tokio-2020) e o pugilista Hebert Conceição do Boxe (Ouro Tokio-2020).
26 modalidades olímpicas:
- atletismo
- badminton
- basquete
- boxe
- ciclismo
- esgrima
- futebol
- golfe
- handebol
- hipismo
- judô
- levantamento de peso
- lutas associadas
- maratona
- nado sincronizado
- natação
- pentatlo moderno
- remo
- saltos ornamentais
- taekwondo
- tiro esportivo
- tiro com arco
- triatlo
- vela
- vôlei
- vôlei de praia

Três modalidades não-olímpicas:
- cross country
- salvamento aquático desportivo
- futebol de areia

Cinco modalidades militares:
- orientação
- paraquedismo
- pentatlo aeronáutico
- pentatlo militar
- pentatlo naval